# Coeloprocta singularis
Coeloprocta singularis är en skalbaggsart som beskrevs av Aurivillius 1926. Coeloprocta singularis ingår i släktet Coeloprocta och familjen långhorningar. Inga underarter finns listade i Catalogue of Life.